# Marquis Island
Marquis Island är en ö i Grenada.   Den ligger i parishen Saint Andrew, i den centrala delen av landet, 15 km öster om huvudstaden Saint George's.